# Sven van Beek
Sven van Beek (ur. 28 lipca 1994 w Goudzie) – holenderski piłkarz grający na pozycji obrońcy w sc Heerenveen.

## Życiorys
W czasach juniorskich trenował w SV Donk, w Sparcie Rotterdam i w Feyenoordzie. W 2013 roku został piłkarzem pierwszego zespołu tego ostatniego.
W rozgrywkach Eredivisie zadebiutował 18 sierpnia 2013 w przegranym 1:2 meczu z AFC Ajax. Grał w nim przez pełne 90 minut. Kontuzja wykluczyła go z gry w sezonie 2016/2017. Mimo to świętował wraz z klubem zdobycie mistrzostwa kraju. Od 1 lutego do 30 czerwca 2021 przebywał na wypożyczeniu w Willemie II Tilburg. 19 lipca 2021 został piłkarzem sc Heerenveen.
We wrześniu 2014 otrzymał powołanie do seniorskiej reprezentacji Holandii. Nie zadebiutował w niej jednak.

## Statystyki kariery
(aktualne na koniec sezonu 2019/2020)
| Klub      | Sezon     | Liga     | Liga       | Liga  | Liga | Puchar krajowy | Puchar krajowy | Rozgrywki europejskie | Rozgrywki europejskie | W sumie | W sumie |
| Klub      | Sezon     | Liga     | Liga       | Mecze | Gole | Mecze          | Gole           | Mecze                 | Gole                  | Mecze   | Gole    |
| --------- | --------- | -------- | ---------- | ----- | ---- | -------------- | -------------- | --------------------- | --------------------- | ------- | ------- |
| Feyenoord | 2012/2013 | Holandia | Eredivisie | 0     | 0    | 1              | 0              | 0                     | 0                     | 1       | 0       |
| Feyenoord | 2013/2014 | Holandia | Eredivisie | 10    | 0    | 4              | 0              | 1                     | 0                     | 15      | 0       |
| Feyenoord | 2014/2015 | Holandia | Eredivisie | 31    | 1    | 1              | 0              | 12                    | 1                     | 44      | 2       |
| Feyenoord | 2015/2016 | Holandia | Eredivisie | 32    | 2    | 6              | 0              | 0                     | 0                     | 38      | 2       |
| Feyenoord | 2016/2017 | Holandia | Eredivisie | 0     | 0    | 0              | 0              | 0                     | 0                     | 0       | 0       |
| Feyenoord | 2017/2018 | Holandia | Eredivisie | 10    | 0    | 2              | 1              | 4                     | 0                     | 16      | 1       |
| Feyenoord | 2018/2019 | Holandia | Eredivisie | 22    | 0    | 3              | 1              | 1                     | 0                     | 26      | 1       |
| Feyenoord | 2019/2020 | Holandia | Eredivisie | 1     | 0    | 0              | 0              | 0                     | 0                     | 1       | 0       |
| W sumie   | W sumie   | W sumie  | W sumie    | 106   | 3    | 17             | 2              | 18                    | 1                     | 141     | 6       |